# Segunda Batalha de Brega
A Segunda Batalha de Brega foi uma batalha durante a Guerra Civil Líbia de 2011. Mais de dez dias antes, as forças anti-Gaddafi repeliram uma tentativa das forças gaddafistas de tomar a cidade em 2 de março de 2011, na Primeira Batalha de Brega. Na sequência dessa batalha, as forças rebeldes avançaram ao longo da estrada costeira líbia, capturando as cidades de Ras Lanuf e Bin Jawad. No entanto, após a Batalha de Bin Jawad e a Batalha de Ras Lanuf, as tropas do governo retomariam todo o território perdido e ameaçariam novamente Brega em meados de março.

## A batalha
Em 13 de março, as forças do regime, avançando de Ras Lanuf, conseguiram retomar Brega, embora naquela noite os relatos indicassem que os combates ainda estavam em andamento e os rebeldes possivelmente ainda controlavam partes da cidade.  Alegadamente, os rebeldes voltaram a entrar na cidade e pesados combates se seguiram, após o qual as tropas do governo se retiraram para o aeroporto de Brega. No entanto, apenas uma hora depois, afirmou-se que as forças gaddafistas haviam repelido as tropas rebeldes da cidade para aj-Ojela, a 20 quilômetros a leste de Brega. 
Na manhã de 14 de março, as forças rebeldes mantinham o distrito residencial e as forças lealistas mantinham as instalações petrolíferas.
Em 15 de março, as forças rebeldes haviam abandonado Brega e estavam em plena retirada em direção a Ajdabiya. A própria Ajdabiya ficaria sob ataque terrestre apenas algumas horas depois, marcando o início da Batalha de Ajdabiya.

## Consequências
No dia 26 de março, depois que lealistas perderam Ajdabiya e recuaram ainda mais para baixo da costa, as forças rebeldes recapturaram Brega.  Poucos dias depois, as tropas governistas retornaram novamente, retomando a cidade após uma prolongada batalha contra as forças rebeldes. 